# بيندكت جونز
بيندكت جونز (بالإنجليزية: Benedict Jones)‏ هو عالم نفس بريطاني، ولد في القرن العشرين.